# Książe
Książe (niem. Fürstenvorwerk) – przysiółek wsi Wilamowa w Polsce położony w województwie opolskim, w powiecie nyskim, w gminie Paczków.
Miejscowość należy do sołectwa Wilamowa. 